# Stade de Suez
 (avril 2025).
Si vous disposez d'ouvrages ou d'articles de référence ou si vous connaissez des sites web de qualité traitant du thème abordé ici, merci de compléter l'article en donnant les références utiles à sa vérifiabilité et en les liant à la section « Notes et références ».
Le stade de Suez (en arabe : ملعب السويس) est un stade de football égyptien situé dans la ville de Suez.
Il est surtout connu pour servir de stade aux équipes de première division égyptiennes de PetroJet, d'Asmant Al Suwais et enfin de Suez Montakhab.
Sa capacité est d'environ 25 000 spectateurs.